# Эстетланский миштекский язык
Эстетланский миштекский язык (Eastern Mixtec, Estetla Mixtec) — разнообразный миштекский язык, состоящий из 4 диалектов, на которых говорят в штате Оахака в Мексике.

## Диалекты
- Пеньолесский диалект (Eastern Mixtec, Mixteco de Santa María Peñoles, Peñoles Mixtec) распространён в агентстве Уасолотипак; в агентствах Монтефлор и Чолула муниципалитета Санта-Мария-Пеньолес на западе и в центре штата Оахака. Письмо на латинской основе.
- Тамасоланский диалект (Mixteco de San Juan Tamazola, Tamazola Mixtec) распространён в городах Ночистлан и Сан-Хуан-Тамасола штата Оахака. Письмо на латинской основе.
- Тласояльтепекский диалект (Mixteco bajo de Valles, Mixteco de Santiago Tlazoyaltepec, Tlazoyaltepec Mixtec) распространён в районе Манеадеро города Баха-Калифорния (южнее города Энсенада) муниципалитета Сантьяго-Тласояльтепек на западе и в центре штата Оахака. Диалект бесписьменный.
- Уитепекский диалект (Huitepec Mixtec, Mixteco de Huitepec, Mixteco de San Antonio Huitepec, Mixteco de Zaachila) распространён в муниципалитете Уитепек (западнее города Саачила и юго-западнее городов Сан-Антонио-Уитепек, Сан-Франсиско-Юкукундо, Сантьяго-Уахолотипак), а некоторые носители живут вблизи городов Баха-Калифорния и Энсенада, штата Оахака. Письмо на латинской основе.

## Письменность
Алфавит пеньолесского диалекта из издания 1979 года: A a, C c, Ch ch, Cu cu, D d, E e, G g, H h, I i, Ɨ ɨ, L l, M m, Mb mb, N n, Nch nch, Nd nd, Ng ng, Ngu ngu, Ñ ñ, O o, Q q, R r, S s, T t, Tn tn, U u, V v, X x, Y y.